# Гремучие змеи
Грему́чие зме́и (лат. Crotalini) — триба ядовитых змей из подсемейства ямкоголовых семейства гадюковых. В трибу включают 2 рода: настоящие гремучники (Crotalus) и карликовые гремучники (Sistrurus), к которым относят 58 видов (55 к первому и 3 ко второму). Почти вся группа эндемична для Северной Америки, где эти змеи распространены в основном в полупустынях, пустынях, степях и редколесьях. Только один вид — каскавела (Crotalus durissus) — проник в Южную Америку, где распространился вплоть до Аргентины.

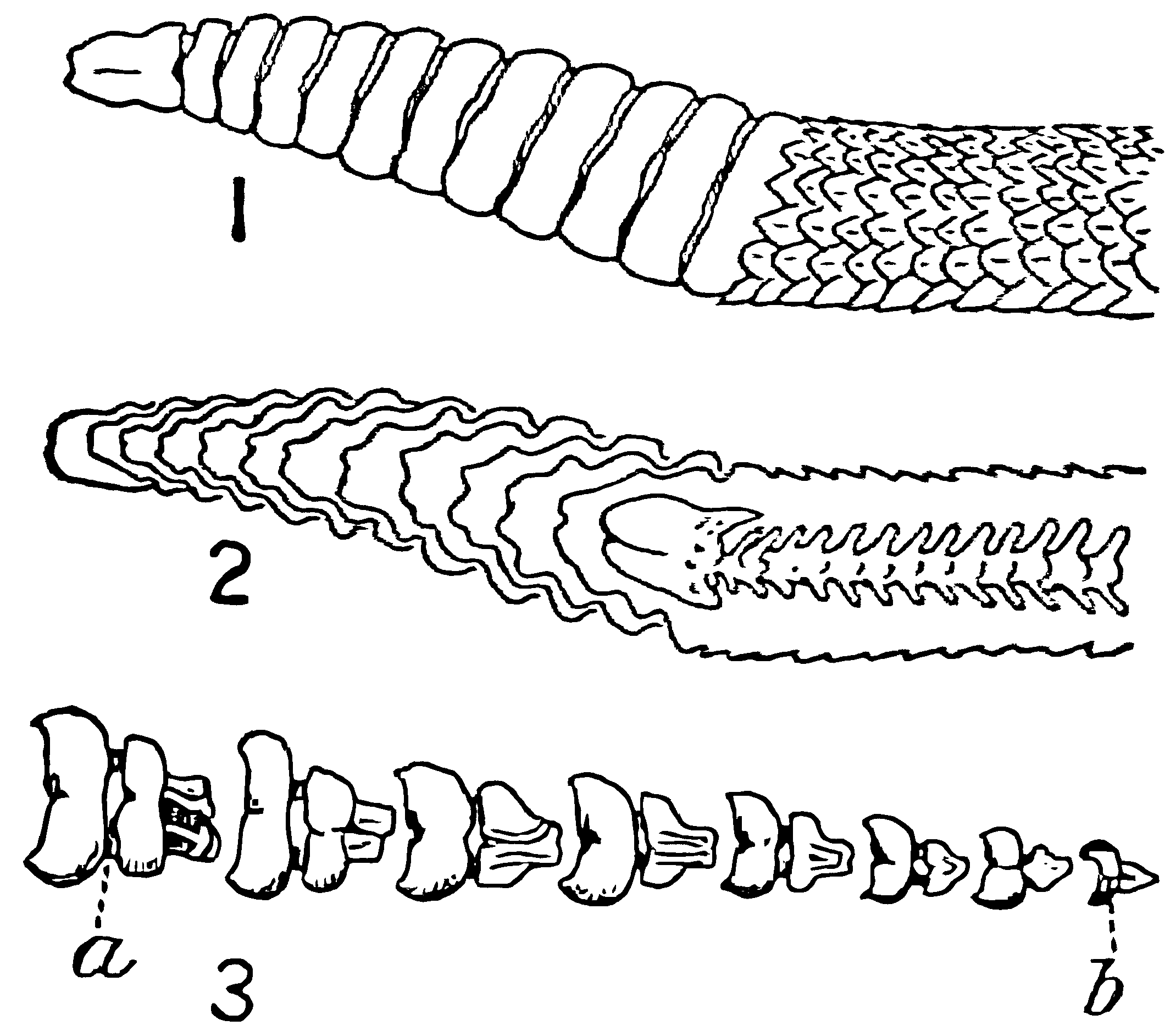
Строение погремушки гремучей змеи

Змей этих назвали гремучими из-за характерного только для них трещаще-стрекочущего звука, который они издают в моменты опасности для предупреждения и отпугивания врагов. Издают этот звук гремучие змеи особым образованием на конце своего хвоста, которое называют погремушка, или трещотка. Погремушка состоит из нескольких твёрдых кожистых чехликов-колокольчиков, которые частично надеты друг на друга. Образование каждого следующего сегмента этой погремушки происходит при очередной линьке змеи. Новорожденная гремучая змея имеет на конце хвоста лишь один большой округлый щиток, но сразу после рождения происходит первая линька змеи, при которой вместе со всей шкуркой сходит и этот щиток. Затем кончик хвоста утолщается в виде луковицы, из-за этого при второй линьке отставшая шкурка уже не может слезть с кончика хвоста. Отрываясь от остального выползка, она остаётся свободно надетой на кончик хвоста, держась сужением за шейку луковицы. Ко времени следующей линьки утолщение становится уже двойным, и второй отслоившийся чехлик имеет два сужения. Концевым сужением он прикреплен к хвосту змеи, а за его срединное сужение держится предыдущий чехлик. Такое образование новых сегментов погремушки происходит при каждой следующей линьке змеи. Самый первый из сегментов, он же самый старый, имеющий лишь одно концевое сужение, оказывается на самой вершине погремушки.

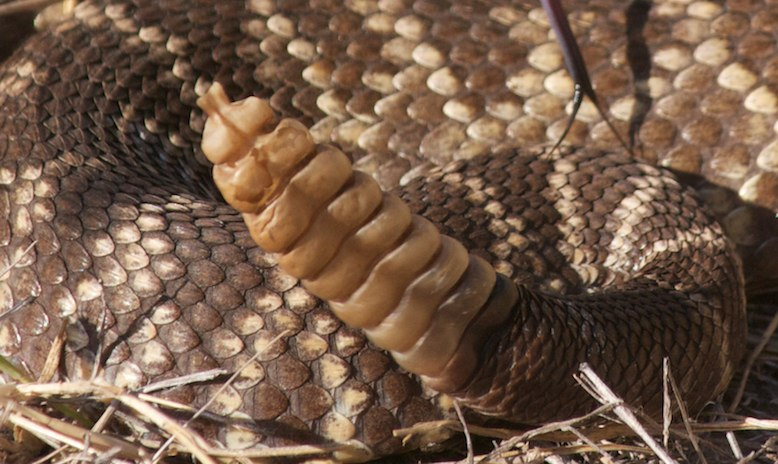
Погремушка змеи

По количеству сегментов в погремушке можно приблизительно определить возраст змеи, поскольку линяет она примерно 3—4 раза в год. Однако это возможно лишь при условии, что на погремушке сохранился её самый первый сегмент, потому что в природе гремучие змеи часто теряют часть сегментов, а иногда даже всю погремушку, и из-за этого количество сегментов в ней обычно не более 6—8. Очень редко встречаются гремучие змеи, у которых в погремушке больше 10 сегментов. Наибольшее количество сегментов, наблюдавшееся у змей в природе, достигало 23. У гремучих змей, содержащихся в неволе, где условия жизни этих животных более спокойные, чем в природе, и они двигаются значительно меньше, количество сегментов в погремушке может достигать 29.
При испуге, беспокойстве или раздражении гремучая змея сворачивается в кольца и приподнимает кончик хвоста, которым начинает быстро вибрировать. Сотрясаемые таким образом сегменты погремушки издают при этом достаточно громкий сухой, трещащий звук, который слышен на расстоянии до 30 м. Звук гремучей змеи более всего напоминает стрекотание крупных саранчовых или цикад. Им змея на расстоянии предупреждает приближающегося о своём присутствии и пытается его отпугнуть. Лишь в случаях, когда такое отпугивание не действует, змея совершает бросок на противника и кусает его, применяя свой яд. Исследователи предполагают, что такая форма защитного поведения выработалась у гремучих змей вследствие их длительного обитания и эволюции на открытых ландшафтах Северной Америки, которые в прошлом были обильно населены огромными стадами копытных млекопитающих, в том числе таких крупных как бизоны, которые представляли для этих рептилий опасность тем, что, не заметив, могли наступить на них и затоптать.
Гремучих змей считают венцом эволюции всех ядовитых змей. У них наиболее развит ядозубной аппарат, у некоторых видов очень велики сила и разносторонность действия яда, высокого развития достигли органы чувств, а быстрота реакции приобрела исключительную скорость.
Все гремучники держатся только на земле (не залезают на кустарники и деревья). Охотятся обычно в сумерках и ночью. Яйцеживородящие змеи. Яд гремучников содержит в основном гемотоксины: геморрагин, тромбин, цитолизин. Эти вещества вызывают опухоли, кровоизлияния, тромбозы и т. п. Яд каскавелы кроме того содержит также большое количество нейротоксинов, приводящих к параличу нервных узлов, в частности дыхательного центра. Смертность от укусов этой змеи может составлять, по некоторым данным, до 70 % при неоказании надлежащей помощи.
Гремучих змей разделяют на 2 рода: карликовые гремучники (Sistrurus) и настоящие гремучники (Crotalus). Карликовые гремучники являются более примитивными, у них более слаборазвитая погремушка, в которой бывает не более 12 сегментов. Голова у них покрыта крупными щитками правильной формы. Это сравнительно некрупные змеи длиной от 50—60 до 80 см, лишь изредка цепочный карликовый гремучник (Sistrurus catenatus) может вырастать до 1 м. Распространены в средней и южной полосе Северной Америки.
Настоящие гремучники имеют хорошо развитую погремушку с 20 и более сегментами, голова их сверху покрыта мелкими щитками, более крупные щитки могут быть только над глазами и впереди них. Среди них бывают достаточно крупные змеи, достигающие 1,8—1,9 м в длину, а отдельные особи ромбического гремучника (Crotalus adamanteus) могут вырастать до 2,4 м. Почти все они распространены в Мексике и США, только зелёный гремучник (Crotalus viridis) проникает в юго-западную Канаду, а каскавела (Crotalus durissus) широко распространена в Южной Америке вплоть до Аргентины.